# Moisés Solana
Moises Solana Arciniega, mehiški dirkač Formule 1, * 26. december 1935, Ciudad de México, Mehika, † 17. julij 1969, Valle de Bravo, Mehika.
Moises Solana je pokojni mehiški dirkač Formule 1. Debitiral je v sezoni 1963 na domači dirki za Veliko nagrado Mehike, kjer je zasedel enajsto mesto. Tudi v naslednji sezoni 1964 je nastopil le na domači dirki za Veliko nagrado Mehike in tokrat zasedel deseto mesto, kar je njegov najboljši rezultat kariere. V sezoni 1965 je nastopil na dveh dirkah in ob enem odstopu dosegel dvanajsto mesto na Veliki nagradi ZDA. V sezoni 1966 je zabeležil le en odstop, v sezoni 1967 dva odstopa, v sezoni 1967 ponovno le en odstop, za tem pa ni več dirkal v Formuli 1. Leta 1969 se je smrtno ponesrečil na manjši dirki pri mehiškem mestu Valle de Bravo.

## Popolni rezultati Formule 1
(legenda) (odebeljene dirke pomenijo najboljši štartni položaj, poševne pa najhitrejši krog, †-uvrščen kljub odstopu)
| Leto | Moštvo               | Šasija     | Motor        | 1   | 2   | 3   | 4   | 5   | 6   | 7   | 8   | 9       | 10      | 11      | 12      | Prv | Toč |
| ---- | -------------------- | ---------- | ------------ | --- | --- | --- | --- | --- | --- | --- | --- | ------- | ------- | ------- | ------- | --- | --- |
| 1963 | Scuderia Centro Sud  | BRM P57    | BRM V8       | MON | BEL | NIZ | FRA | VB  | NEM | ITA | ZDA | MEH 11  | JAR     |         |         | -   | 0   |
| 1964 | Team Lotus           | Lotus 33   | Climax V8    | MON | NIZ | BEL | FRA | VB  | NEM | AVT | ITA | ZDA     | MEH 10  |         |         | -   | 0   |
| 1965 | Team Lotus           | Lotus 25   | Climax V8    | JAR | MON | BEL | FRA | VB  | NIZ | NEM | ITA | ZDA 12  | MEH Ret |         |         | -   | 0   |
| 1966 | Cooper Car Company   | Cooper T81 | Maserati V12 | MON | BEL | FRA | VB  | NIZ | NEM | ITA | ZDA | MEH Ret |         |         |         | -   | 0   |
| 1967 | Team Lotus           | Lotus 49   | Cosworth V8  | JAR | MON | NIZ | BEL | FRA | VB  | NEM | KAN | ITA     | ZDA Ret | MEH Ret |         | -   | 0   |
| 1968 | Gold Leaf Team Lotus | Lotus 49B  | Cosworth V8  | JAR | ŠPA | MON | BEL | NIZ | FRA | VB  | NEM | ITA     | KAN     | ZDA     | MEH Ret | -   | 0   |